# Arbindai merénylet
2019. december 24-én Burkina Faso Soum tartományában, Arbindában egy nagy csoport motorkerékpárokról polgári lakosokat és egy katonai bázist támadt meg. A támadás és az ezt követő harc néhány órán át tartott, melyben 35 polgári lakos, 7 katona és 80 milicista lelte halálát. Ez volt az ország egyik legtöbb halálos áldozatot követelő támadása.  A támadás után 48 órás gyászt rendeltek el.

## A merénylet
A milicisták először Soum tartomány egyik katonai posztját támadták meg Arbinda közelében, ahol 7 katonával végeztek. A támadást végül a biztonsági erők állították meg. Az összecsapásban mintegy 80 támadó vesztette életét.
Ugyanakkor motorbiciklin több tucatnyi támadó hatolt be Arbindába, ahol 35 polgári lakost öltek meg. A támadók valószínűleg nők ellen támadtak, mert a 35 halott közül 31 nő volt. A merénylet és a csata néhány óráig tartott, míg a Burkina Fasó-i Hadsereg a légierővel vissza nem szorította a támadókat.